# Usedlost čp. 8 (Hlince)
Usedlost čp. 8 na návsi v Hlincích v okrese Plzeň-sever pochází z 19. století. Sousedí s památkově chráněnou usedlostí čp. 9. Jedná se o klasický příklad venkovského roubeného statku. 3. května 1958 byl objekt prohlášen kulturní památkou. Od 22. září 1995 je součástí venkovské památkové zóny.

## Historie a popis
Přízemní roubené stavení, navazující na zděné chlívy, pochází z 19. století. Zastřešeno je sedlovou střechou, jež měla dříve bedněný štít. V 60. letech 20. století byl interiér stavení, v němž se nacházejí trámové stropy, zrekonstruován a zápraží bylo dodatečně vybetonováno. V zadní části usedlosti stojí stodola, k níž těsně navazuje novostavba rodinného domu.